# Kurt Masur

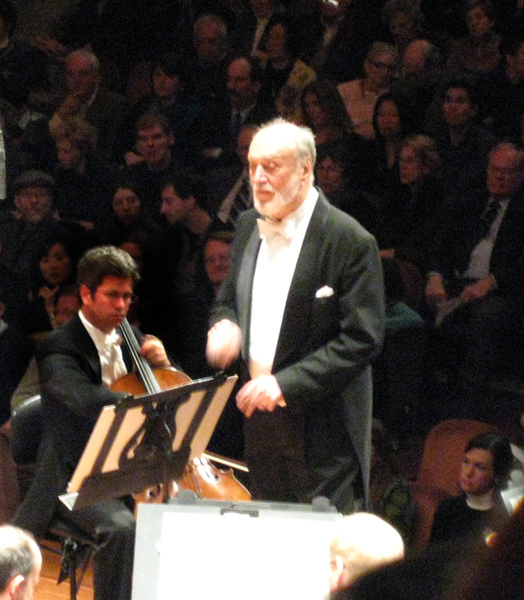
Kurt Masur con la San Francisco Symphony Orchestra, 2007

Kurt Masur (Brzeg, 18 luglio 1927 – Greenwich, 19 dicembre 2015) è stato un direttore d'orchestra tedesco.

## Biografia
Dopo gli studi a Breslavia ha prestato servizio nella Wehrmacht nei Paesi Bassi.
Successivamente iniziò gli studi di direzione d'orchestra e composizione all'Università della musica e del teatro di Lipsia.
A partire dal 1948 ha cominciato un'intensa attività, dirigendo presso i teatri di Halle, di Erfurt e di Lipsia.
Nel 1963 dirige la prima esecuzione assoluta nel Gosudarstvennij Akademicjeskij Paliashvili Teatr Opery i Baljety di Tiflis/Tbilisi del Concerto per orchestra di Giya Kancheli.
Per il Teatro La Fenice di Venezia nel 1966 dirige un concerto nel Cortile di Palazzo Ducale (Venezia) ed uno al Teatro La Fenice, nel 1967 Lohengrin (opera), nel 1969 un concerto, nel 1970 la Sinfonia n. 1 (Beethoven) e la Sinfonia n. 9 (Beethoven) e nel 1971 Tristano e Isotta (opera) con Wolfgang Windgassen, un concerto con musiche di Johannes Brahms ed altri due concerti.
Dal 1967 al 1972 è stato il direttore principale della Dresdner Philharmonie di Dresda.
Nel 1970 è stato nominato Kapellmeister al Gewandhaus di Lipsia, con la cui orchestra ha svolto un'attività concertistica e discografica intensissima fino al 1996.
A Salisburgo nel 1970 dirige un concerto con i Wiener Philharmoniker.
Ancora alla Fenice nel 1974 dirige un concerto con la Gewandhausorchester Leipzig ed Alexis Weissenberg, nel 1978 due concerti, nel 1979 un concerto, nel 1980 due concerti con musiche di Franz Schubert e nel 1984 un concerto.
Nel 1981 dirige il concerto per l'inaugurazione della ricostruita nella Neues Gewandhaus Kleiner Saal di Lipsia col Concerto per violino e orchestra (Brahms) con Yehudi Menuhin.
Al Teatro alla Scala di Milano nel 1986 dirige tre concerti e nel 1994 un concerto con la Gewandhausorchester Leipzig.
A Salisburgo nel 1986 dirige un concerto con la Gewandhausorchester Leipzig.
Direttore ospite a Dallas, nel 1990 è stato nominato direttore della New York Philharmonic Orchestra, dal 1991 fino al 2002, con la quale ha rinnovato il suo impegno nell'indagine in profondità del repertorio, da Mozart a Schönberg, con una significativa attenzione per la produzione del '900 (Bartók, Šostakovič, Britten) dirigendo l'orchestra in 909 concerti.
1991 divienne presidente della Fondazione Internazionale Mendelssohn; il suo scopo era quello di salvare e restaurare l'ultima casa di Mendelssohn a Lipsia. 
A Salisburgo nel 1996 dirige un concerto Anne-Sophie Mutter e la New York Philharmonic.
Nuovamente per La Fenice nel 1999 dirige un concerto nel PalaFenice al Tronchetto.
Nel 2000 è passato a dirigere la London Philharmonic Orchestra fino al 2007 e dal 2002 l'Orchestre national de France fino al 2008.
Ancora per la Scala nel 2002 dirige tre concerti con Murray Perahia al Teatro degli Arcimboldi, nel 2004 un concerto con l'Orchestre national de France e nel 2007 la Sinfonia n. 9 (Beethoven).
Alla Fenice il 30 e 31 dicembre 2005 ed il 1º gennaio 2006 dirige il Concerto di Capodanno di Venezia con Fiorenza Cedolins, Joseph Calleja e Roberto Sandiuzzi trasmesso in diretta da Rai Uno e nel 2006 e nel 2008 concerti con musiche di Felix Mendelssohn.
Nel Kennedy Center di Washington nel 2006 dirige la National Symphony Orchestra in un concerto con musiche di Beethoven, nel 2009 un concerto con musiche di Brahms e nel 2011 in un concerto con Sarah Chang.
Nel 2012 comunica di essere affetto dalla Malattia di Parkinson.
Nel 2013 dirige Ein deutsches Requiem al Théâtre des Champs-Élysées di Parigi.
Il figlio, Ken-David, è anch'egli direttore d'orchestra e dal 2019 ha assunto la carica di Direttore Musicale della Milwaukee Symphony Orchestra.
Masur è morto nel 2015, per complicazioni della patologia neurodegenerativa.

## Studenti
Tra i suoi studenti ci sono Kahchun Wong, Matthias Manasi e Adrian Prabava.

## Discografia parziale
- Beethoven, Conc. vl./Romanze vl. n. 1-2 - Mutter/Masur/NYPO, 2002 Deutsche Grammophon
- Beethoven, Ouvertures - Masur/GOL, Philips
- Beethoven, The Symphonies - Gewandhausorchester Leipzig/Kurt Masur, 1993 Philips
- Beethoven, Sinf. n. 1-9/Ouvertures/Triplo conc./Fant. corale/Conc. vl. - Masur/GOL, 1974/1993 Decca
- Beethoven: Triple Concerto, Piano Concerto No. 3 - Gewandhausorchester Leipzig/Hans Vonk/Kurt Masur, 2001 EMI
- Beethoven, Fidelio - Kurt Masur/Gewandhausorchester Leipzig, 1981 BMG
- Brahms: Violin Concerto / Schumann: Fantasie - Anne-Sophie Mutter/Kurt Masur/New York Philharmonic, 1997 Deutsche Grammophon
- Brahms: Serenades - Kurt Masur / Gewandhausorchester Leipzig, 2010 Eloquence
- Bruch, Conc. vl. - Accardo/Masur/GOL, 1977/1978 Philips
- Bruch: The Complete Symphonies - Works for Violin & Orchestra - Gewandhausorchester Leipzig/Kurt Masur/Salvatore Accardo, 1998 Philips
- Bruch & Brahms: Violin Concertos - Sarah Chang/Dresdner Philharmonie/Kurt Masur, 2009 EMI
- Dvorák: Cello Concerto, Op. 104; Herbert: Cello Concerto No. 2 In e Minor, Op. 30 - Yo-Yo Ma/Kurt Masur/New York Philharmonic, 1995 Sony
- Gliere, Pokorny, Saint-Saëns: Horn Concertos - Hermann Baumann/Academy of St. Martin In the Fields/Iona Brown/Gewandhausorchester Leipzig/Kurt Masur, 2000 Philips
- Liszt, Hungarian Rhapsodies - Gewandhausorchester Leipzig/Kurt Masur, 1986 Philips
- Liszt, Symphonic Poems - Gewandhausorchester Leipzig/Kurt Masur, 2000 EMI
- Prokofiev, The Five Piano Concertos - Gewandhausorchester Leipzig/Kurt Masur/Michel Béroff, 1992 EMI
- Schubert, Rosamunde - Elly Ameling/Rundfunkchor Leipzig/Gewandhausorchester Leipzig/Kurt Masur, 1985 Philips
- Schumann, Robert - Genoveva, Op. 81: Overture di Rundfunkchor Berlin, Gewandhausorchester Leipzig & Kurt Masur, 1979 EMI
- Strauss, R., Arianna a Nasso - Masur/Norman/Fischer-Dieskau, 1988 Decca
- Strauss, Four Last Songs - Gewandhausorchester Leipzig/Jessye Norman/Kurt Masur, 1983 Philips
- Jessye Norman Collection - Strauss: Lieder - Gewandhausorchester Leipzig/Jessye Norman/Kurt Masur, 2005 Decca
- Concertos from the New World (Expanded Edition) - Kurt Masur/New York Philharmonic/Yo-Yo Ma, 1993/1995 Sony BMG
- French Horn Music - Hermann Baumann/Gewandhausorchester Leipzig/Kurt Masur, 1987 Philips